# Красная Площадь (сеть торгово-развлекательных центров)
«Красная Площадь» — сеть российских торгово-развлекательных центров (ТРЦ), принадлежащая группе компаний «РАМО-М».
ТРЦ сети — это комплексы, которые объединяют крупнейших «якорных» арендаторов, галерею бутиков, киноцентр-мультиплекс, боулинг, различные игровые площадки и аттракционы, фуд-корт и другие объекты торговли, развлечений и отдыха.. Якорными арендаторами комплексов сети ТРЦ «Красная Площадь» являются такие компании, как Спортмастер, Магнит (сеть магазинов), М.Видео, New Yorker, «Л’Этуаль», «Декатлон», киноцентры сети «Монитор».
Стартовый проект сети, являющийся первым «Мегацентром» на Кубани и одним из крупнейших в Южном федеральном округе, был открыт в 2003 году в Краснодаре. На 2016 год компания насчитывает пять крупных торговых центров, расположенных на территории Краснодарского края. В настоящий момент ведется проектирование ещё двух комплексов.

## История
- 2009 год — второй комплекс, общей площадью 44 000 м², открывается в Новороссийске. На территории комплекса собраны магазины, рестораны, детский развлекательный центр и шестизальный киноцентр[2][3].
- 2011 год — открыт третий корпус Мегацентра «Красная Площадь» в Краснодаре. Общая площадь комплекса увеличивается до 175 000 м², количество магазинов — до 500. На трех этажах нового корпуса представлены: продуктовый гипермаркет «Магнит», гипермаркет спортивных товаров «Спортмастер», магазины спортивной направленности популярных брендов, «Галерея обуви» (более 60 магазинов обуви на одном этаже), «Галерея часов и ювелирных изделий» (17 магазинов на одном этаже), «Мебельный центр» (более 80 магазинов на одном этаже с огромным ассортиментом самых разных товаров для дома и офиса), а также второй в комплексе ресторанный дворик[4][5][6].
- 2013 год — открыт пятый комплекс сети — Мегацентр «Красная Площадь», в г. Армавире, общей площадью 60 000 м². На трех этажах расположено более 100 магазинов популярных брендов: «М.Видео», «Спортмастер», New Yorker, Mango и другие. Также в комплексе работает шестизальный киноцентр, фитнес-клуб, боулинг. Комплекс предназначен для шопинга и отдыха всей семьей[7].

## Достижения
- По результатам исследования 2011 года, проведенного аналитиками агентства INFOLine, один из объектов холдинга — Мегацентр «Красная Площадь» г. Краснодар - получил номинацию «Крупнейший и наиболее успешный торгово-развлекательный центр Южного федерального округа».[8]
- По результатам ежегодного всероссийского рейтинга «100 лучших торговых центров России-2011», составленного НП «Гильдией управляющих и девелоперов» (ГУД), Мегацентр «Красная Площадь» в г. Краснодар - один из лучших комплексов России.[9]
- По результатам ежегодного всероссийского рейтинга «100 лучших торговых центров России-2012», составленного НП «Гильдией управляющих и девелоперов» (ГУД), Мегацентр «Красная Площадь» в г. Краснодар подтвердил звание одного из лучших комплексов России.[10]
- По итогам «Всероссийского конкурса FIABCI-2012» Мегацентр «Красная Площадь» г. Краснодар одержал победу в номинации «Торговая недвижимость».[11]
- По итогам «Всероссийского конкурса FIABCI-2012» Мегацентр «Красная Площадь» г. Новороссийск стал финалистом в номинации «Торговая недвижимость».[11]
- По итогам 2014 года холдинг «РАМО-М» вошел в число лидеров Рейтинга крупнейших собственников торговых центров России «INFOLine Developer Russia TOP-100».[12]
- По результатам краевого конкурса «Лучшее предприятие розничной торговли Краснодарского края 2015 года» Мегацентр «Красная Площадь» г. Краснодар стал победителем в номинации «Лучший торгово-развлекательный центр».[13]
- Мегацентр «Красная Площадь» в г. Новороссийск стал лучшим торгово-развлекательным комплексом 2016 года!
- Мегацентр «Красная Площадь» в г. Краснодар стал финалистом премии RCSC Awards-2017 (г. Москва) и назван «Действующим ТЦ» в категории «Суперрегиональный ТЦ»!
- По результатам исследования 2016 года, проведенного аналитиками агентства INFOLine, холдинг «РАМО-М» вошел в число лидеров Рейтинга крупнейших собственников торговых центров России «INFOLine Developer Russia TOP-100» и занял 22-е место.
- По версии информационного интернет-издания Моллы.Ru холдинг РАМО-М вошел в «ТОР-100 владельцев торговых центров России» и занял 18-е место.
- Финалист премии LIFESTYLE — лучший проект в сфере торговой недвижимо- сти (PROESTATE AWARDS-2017).